# Ipê-do-cerrado
Ipê-do-cerrado é um dos nomes populares de Handroanthus ochraceus (Cham.), árvore nativa do Cerrado brasileiro, nos estados de Amazonas, Pará, Tocantins, Maranhão, Piauí, Ceará, Pernambuco, Bahia, Espírito Santo, Goiás, Mato Grosso, Mato Grosso do Sul, Minas Gerais, Rio de Janeiro, São Paulo, Paraná, Santa Catarina, Rio Grande do Sul e no Distrito Federal.
Está na lista de espécies ameaçadas do estado de São Paulo, onde é encontrada também no domínio da Mata Atlântica.
Ocorre também na Argentina, Paraguai, Bolívia, Equador, Peru, Venezuela, Guiana, El Salvador, Guatemala e Panamá.
Há uma espécie homônima descrita por A.H. Gentry em 1992.
Outros nomes populares: ipê-amarelo, ipê-cascudo, ipê-do-campo, ipê-pardo, pau-d'arco-do-campo, piúva, tarumã.

## Características
Altura de 6 a 14 m. Tronco tortuso com até 50 cm de diâmetro. Folhas pilosas em ambas as faces, mais na inferior, que é mais clara.
Planta decídua, heliófita, xerófita, nativa do Cerrado em solos bem drenados.
Floresce de julho a setembro. Os frutos amadurecem de setembro a outubro.

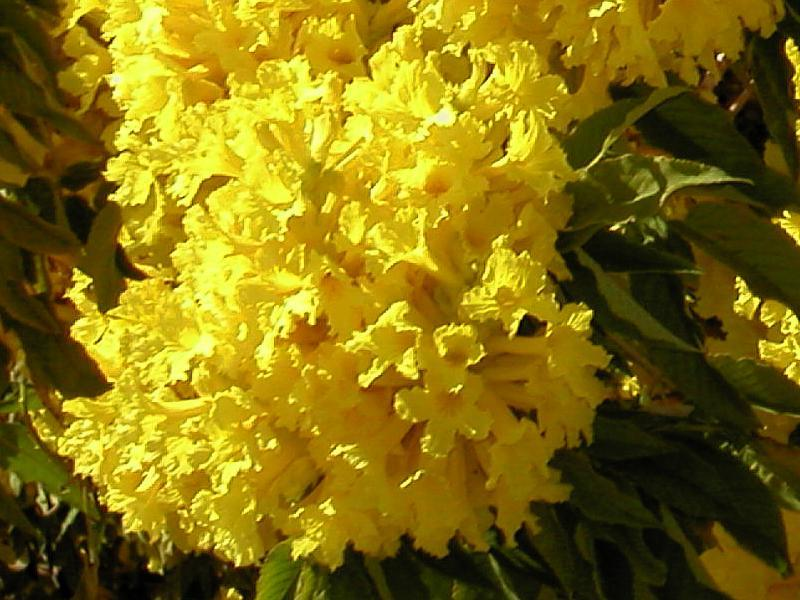
Flores.

Produz grande quantidade de sementes leves, aladas com pequenas reservas, e que perdem a viabilidade em menos de noventa dias após coleta. A sua conservação vem sendo estudada em termos de determinação da condição ideal de armazenamento, e tem demonstrado a importância de se conhecer o comportamento da espécie quando armazenada com diferentes teores de umidade inicial, e a umidade de equilíbrio crítica para a espécie (KANO; MÁRQUEZ & KAGEYAMA, 1978). As levíssimas sementes aladas da espécie não necessitam de quebra de dormência. Podem apenas ser expostas ao sol por cerca de 6 horas e semeadas diretamente nos saquinhos. A germinação ocorre após trinta dias e de 80%. As sementes são ortodoxas e há aproximadamente 72 000 sementes em cada quilo.
O desenvolvimento da planta é rápido.

## Usos
Como outros ipês, a madeira é usada em tacos, assoalhos, e em dormentes e postes. Presta-se também para peças torneadas e instrumento musicais.

## Galeria de imagens

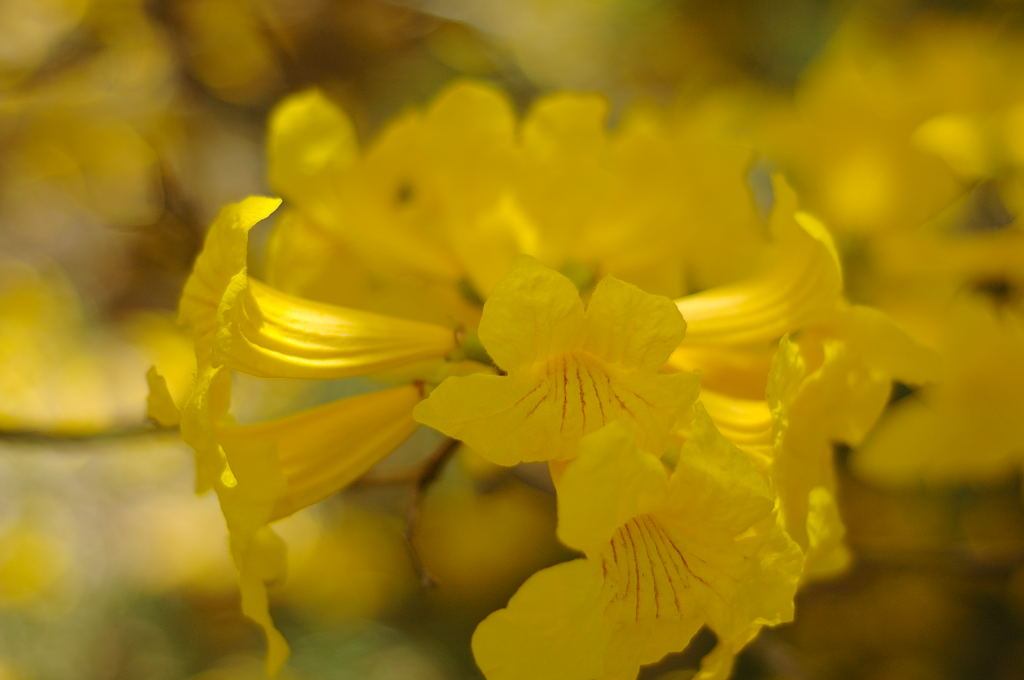
Flores
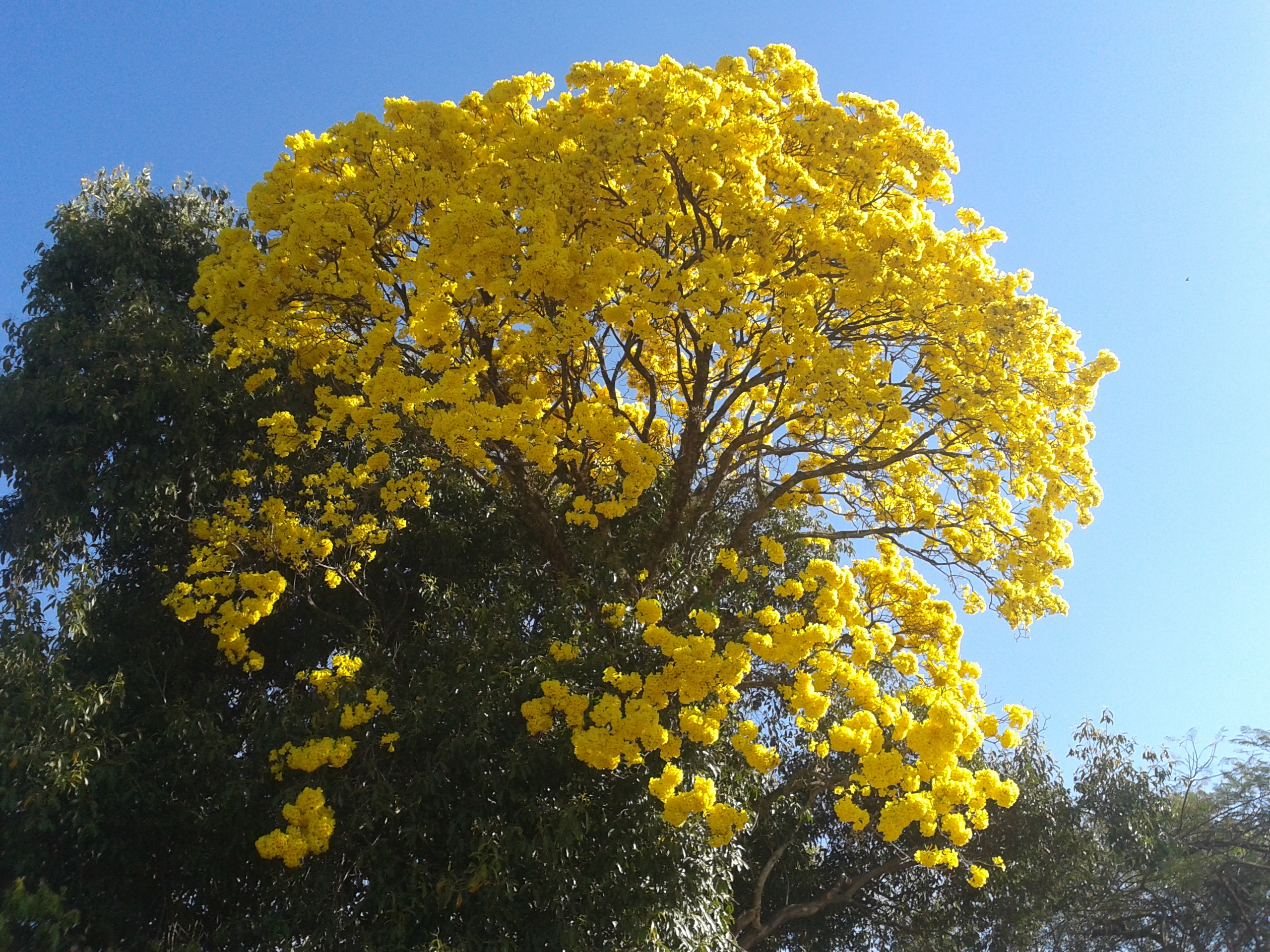
Tabebuia sp.
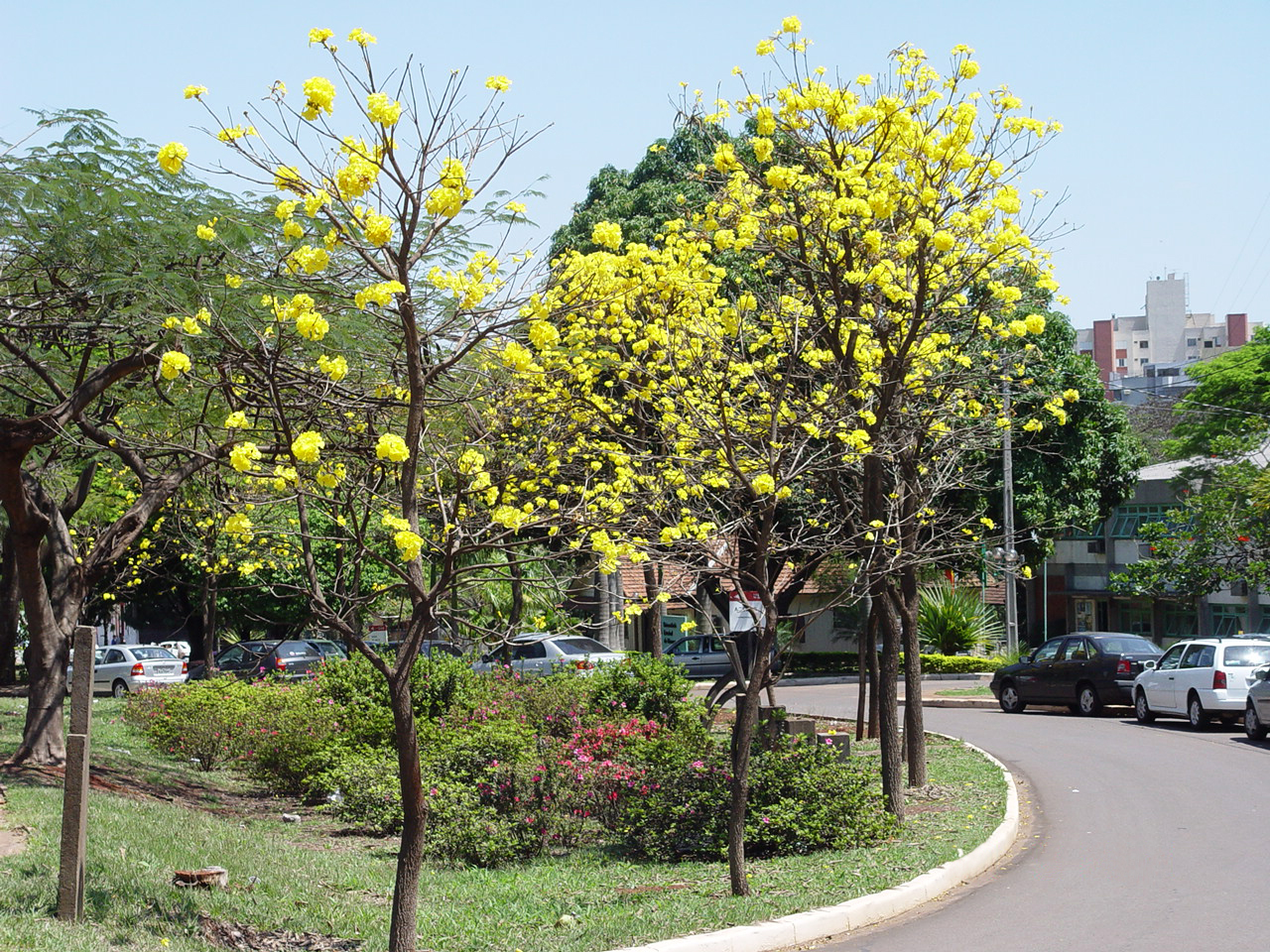
Ipê-amarelo na UEM
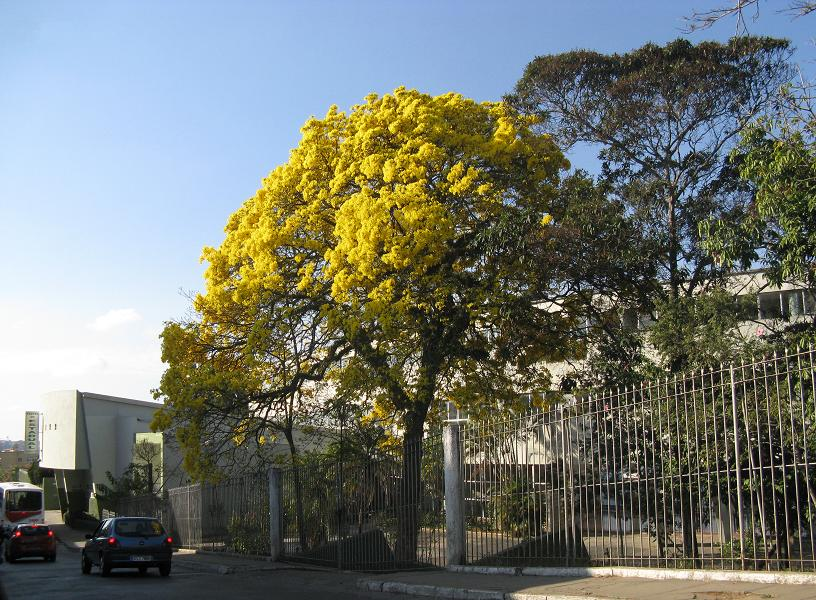
Ipê-amarelo em Barbacena, MG